# Второй шанс (За гранью возможного)
«Второй шанс» (англ. The Outer Limits: Second Chance) — 23 серия 1 сезона телесериала «За гранью возможного» 1963—1965 годов. Режиссёр Пол Стенли. В ролях Саймон Окленд, Джанет Де Гор, Дон Гордон, Ял Саммерс, Арнольд Мерритт.

## Вступление
Когда страх настолько ужасен, когда действительность настолько мучительная, мы ищем избавления в моделированной опасности, в острых ощущениях и мнимых удовольствиях — в луна-парках нашего скучного мира. Здесь, в безумном притворстве, Человек находит спасение и временное умиротворение и идет домой достаточно усталый, чтобы спать коротким, но глубоким сном. Но что случается, когда приходит ночь? Когда заканчивается притворство и начинается реальность?

## Сюжет
Неудачник и бродяга Дейв Крауэлл нашёл временную подработку — изображать из себя звёздного пилота на макете космического корабля в парке аттракционов. Однако Эмприан, инопланетянин, подменяет макет реальным космическим кораблем, и, выдавая себя за гигантского говорящего цыпленка, приглашает на борт группу несостоявшихся членов общества, каждый из которых отказывается смотреть в лицо фактам, которые происходили в их жизни. Пойманным в ловушку на борту космического корабля Маре Мэттьюс, Эрджею Бисли, Сьюэн Бисли, Бадди Лайману, Томми «Небсу» Шедбари, Дониз Уард предлагают возможность колонизировать планету, которая может угрожать и собственной планете инопланетянина и Земле в ближайшем будущем. Чтобы преуспеть, однако, герои вначале должны преодолеть своё собственное укоренившееся нежелание встать перед лицом их собственной истинной природы.

## Заключительная фраза
- В этой серии отсутствует заключительная фраза.